# Marie de Grandmaison
Marie de Grandmaison, nacida Marie-Madeleine Burette (1761-17 de junio de 1794), fue una cantante de la Comédie Italienne.

## Carrera lírica
Tras la muerte de su madre en Blois en 1768, Marie-Madeleine Burette fue adoptada junto con su hermano Louis-François y su hermana Marie-Catherine por un amigo de la familia, posible pariente, Babin de Grandmaison, quien se encargó de su educación. Las dos hermanas, poseedoras de grandes cualidades vocales, iniciaron una carrera lírica, mientras que su hermano ejerció como abogado en el Parlamento de París alrededor de 1780 y, posteriormente, como director de correos en Beauvais en 1786 y de sellos durante la Revolución francesa. Marie-Madeleine y su hermana Marie-Catherine cantaron por primera vez en un concierto espiritual, siendo ambas admitidas posteriormente en la Comédie-Italienne. Marie debutó el 2 de diciembre de 1782 en el papel de "Marine", en la obra "la Colonie", una comedia en dos actos traducida del italiano por Framery y con música de Sacchini. Sus principales papeles fueron el de "Colombine" en "Le tableau parlant", con texto de Anseaume y música de Grétry; "Lucette" en "La Fausse Magie", con diálogos de Marmotel y música de Grétry; "Agathe" en "L’Ami de la maison"; y "Rosette" en "La Bonne fille", con diálogos de Cailhava y música de Piccini. A pesar de ser aclamada por el público, Marie-Madeleine decidió retirarse de los escenarios, mientras que su hermana Marie-Catherine continuó con gran éxito.
Tras conocer al barón de Augny, Marie-Madeleine inició una relación con Jean Pierre de Batz en 1792, residiendo cada uno en un apartamento en la segunda planta del hotel de Madame Griois en el n° 7 de la rue de Ménars. Esta relación duró algunos meses, disfrutando Marie del Ermitage de Charonne, cerca de Bagnolet, una propiedad adquirida por de Batz en 1787. Marie recibía allí a amigos artistas así como a la sociedad contrarrevolucionaria, compuesta por amigos del barón de Batz.

## Revolución francesa
Por razones desconocidas, el barón de Batz vendió su propiedad de Charonne a Jacques Babin de Grandmaison, padre adoptivo de Marie, viajando posteriormente al extranjero durante 1792. A su regreso en enero de 1793, el barón conoció a varios diputados, muchos de ellos miembros del Comité de Seguridad General, así como a Nicolás Luillier, procurador sindical, y a diversos administradores de policía hebertistas, recibiendo a varios de ellos en la villa de Charonne, donde Marie de Grandmaison ejerció de anfitriona. Estas reuniones darían lugar a las leyendas surgidas en 1794 en torno a las conspiraciones del barón de Batz.
Tras insistir a las autoridades municipales, de Batz logró obtener un pasaporte, dirigiéndose posteriormente con su amigo Jean-Jacques Duval d'Eprémesnil a El Havre. Entre tanto, Louis-Guillaume Armand, uno de los asistentes a las veladas en la villa de Charonne, fue condenado a ser deportado como consecuencia de su implicación en diversos casos de falsificación de monedas, siendo posteriormente indultado a cambio de convertirse en espía de la prisión bajo las órdenes de Dossonville. Marie de Grandmaison fue detenida por las autoridades en Charonne, siendo enviada posteriormente a Sainte-Pélagie.
Según el testimonio de Armand:

Una llamada Grandmaison, (...), esposa o amante del antiguo barón de Batz, estaba en prisión donde yo estaba. Dossonville me propuso que le dijera que, si quería dar una suma de 50.000 coronas, vendría y la sacaría de prisión con una orden del Comité de Seguridad General y la dejaría escapar. Y como él dijo, el Comité le daría la orden y le haría entender que, de esta manera, podría tener al barón de Batz, ese "famoso conspirador".

Aterrorizada, Marie de Grandmaison temía comprometer a cualquiera de su entorno, pero sospechando que de Batz ya no se encontraba en El Havre desde el arresto de su amigo d'Eprémesnil, Marie declaró que el barón había huido a dicha ciudad bajo el nombre de Robert.
Un documento original publicado por Courtois confirmó la participación del Comité de Seguridad General en este asunto político, el cual había otorgado poderes ilimitados a Dossonville para investigar en El Havre, si bien este último regresó de allí con las manos vacías.
Élie Lacoste, miembro de la policía política del Comité de Seguridad General, dejó plasmado en su informe la supuesta conspiración del barón de Batz, tal y como Barère de Vieuzac y su cómplice Vadier, presidente del Comité, habían ordenado.
Marie de Grandmaison, junto con su doncella, Marie-Nicole Bouchard, de dieciocho años, testigo de los repetidos chantajes a su señora por parte del Comité de Seguridad General y sus agentes, fue juzgada y condenada a muerte. Ambas fueron vestidas con camisas rojas, algo tradicionalmente reservado a los asesinos, y ejecutadas en la guillotina junto a otras cincuenta y dos personas el 17 de junio de 1794.